# یوکوگوشی، نیگاتا
یوکوگوشی، نیگاتا (به لاتین: Yokogoshi) یک منطقهٔ مسکونی در ژاپن است که در Hokuriku region واقع شده‌است. یوکوگوشی ۱۱٬۵۴۳ نفر جمعیت دارد.